# Зерновое (Запорожская область)
Зерновое (укр. Зернове) — село в Акимовском районе Запорожской области Украины.
Код КОАТУУ — 2320386905. Население по переписи 2001 года составляло 67 человек.

## Географическое положение
Село Зерновое находится на расстоянии в 0,5 км от села Таврийское.
Рядом проходят Каховский магистральный канал и канал Р-9.

## История
- 1903 год — дата основания как Участок 20.
- В 1945 году переименован в хутор Зерновой[2].